# Etisus dentatus
Etisus dentatus is een krabbensoort uit de familie van de Xanthidae. De wetenschappelijke naam van de soort is voor het eerst geldig gepubliceerd in 1785 door Herbst.